# Longitud d'arc

Un cop rectificada, la corba dona un segment de línia recta amb la mateixa longitud que la longitud d'arc de la corba.

La longitud d'arc, també anomenada rectificació d'una corba o la llargada d'un segment d'arc irregular, és la mesura de la distància o camí recorregut al llarg d'una corba o dimensió lineal. Històricament va ser difícil determinar aquesta longitud en segments irregulars; encara que es van fer servir diversos mètodes per a corbes específiques. Amb l'arribada del càlcul infinitesimal es va tenir una fórmula general que proporcionava solucions tancades per a alguns casos.

## Mètodes moderns
Considerant una corba definida per una funció matemàtica {\displaystyle f\left(x\right)} i la seva respectiva derivada {\displaystyle f'\left(x\right)} que són contínues en un interval [a, b], la longitud S de l'arc delimitat per a i b està donada per l'equació:
{\displaystyle S=\int _{a}^{b}{\sqrt {1+\left[f'\left(x\right)\right]^{2}}}\,dx}
En el cas d'una corba definida paramètricament mitjançant dues funcions dependents de t com {\displaystyle x=f\left(t\right)} i {\displaystyle i=g\left(t\right)}, la longitud de l'arc des del punt {\displaystyle (f(a),g(a))\,} fins al punt {\displaystyle (f(b),g(b))\,} es calcula mitjançant:
{\displaystyle S=\int _{a}^{b}{\sqrt {\left[f'\left(t\right)\right]^{2}+\left[g'\left(t\right)\right]^{2}}}\,dt}
Si la funció està definida per coordenades polars on la coordenadas radial i l'angle polar estan relacionats mitjançant {\displaystyle r=f(\theta )\,}, la longitud de l'arc comprès en l'interval {\displaystyle [\alpha ,\beta ]\,}, pren la forma: 
{\displaystyle S=\int _{\alpha }^{\beta }{\sqrt {[f(\theta )]^{2}+\left[f'(\theta )\right]^{2}}}\,d\theta \ }
A la majoria dels casos no hi ha una solució tancada disponible i caldrà fer servir la integració numèrica.
Entre les corbes amb solucions tancades hi ha la catenària, el cercle, la cicloide, l'espiral logarítmica, la paràbola, la paràbola semicúbica i la línia recta.

## Mètodes històrics
En l'antiguitat els matemàtics consideraven impossible calcular la llargada d'un arc irregular. Però Arquímides emprà el seu mètode d'esgotament per aproximació.
Al segle xvii el mètode d'esgotament va permetre rectificar per mètodes geomètrics diverses corbes importants: l'espiral logarítmica per part d'Evangelista Torricelli el 1645 (o potser va ser John Wallis), la corba cicloide per Christopher Wren el 1658, i la catenària per Gottfried Leibniz el 1691.
El 1660, Fermat publicà una teoria general a la seva obra De linearum curvarum cum lineis rectis comparatione dissertatio geometrica.

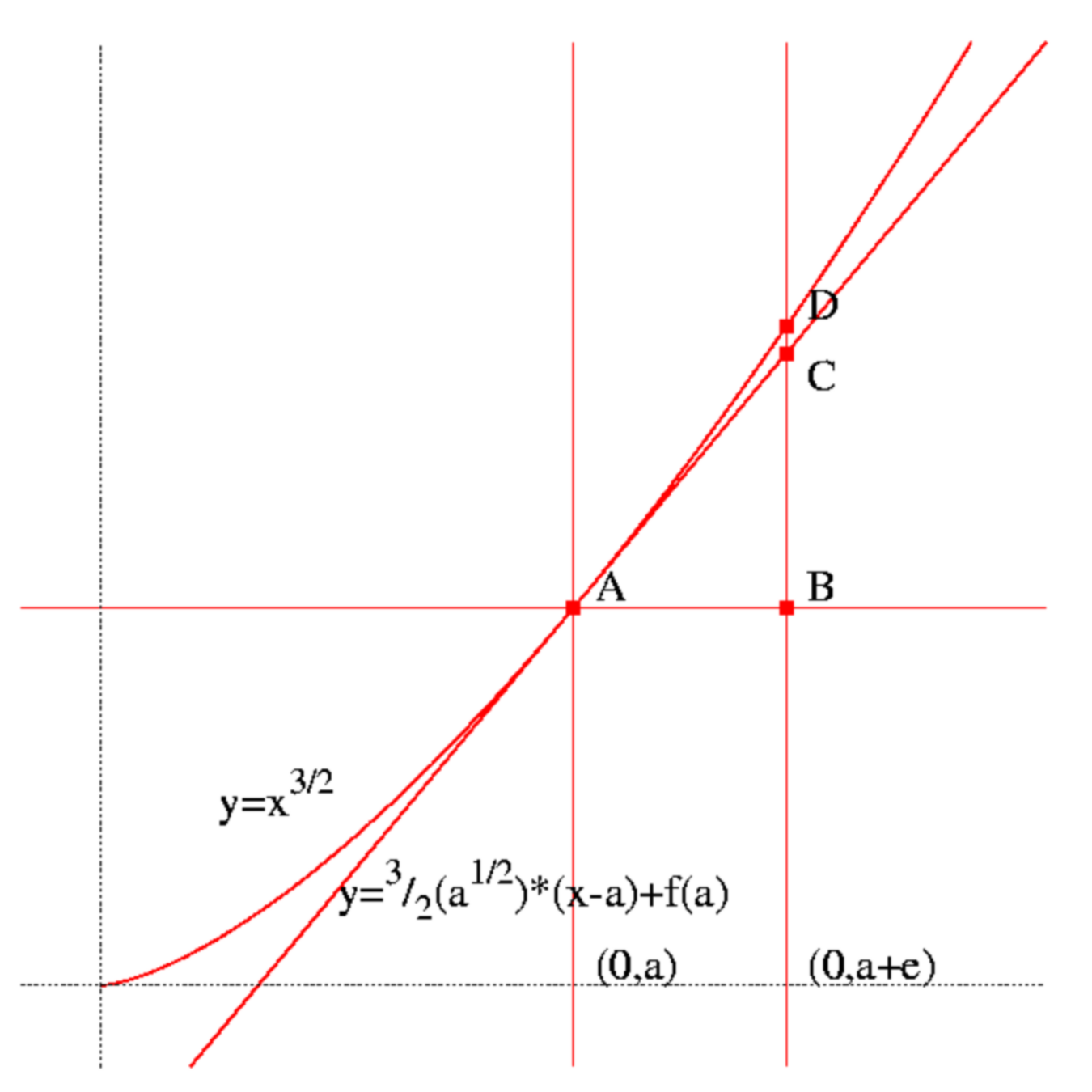
Mètode de Fermat per determinar la longitud d'arc